# Junya Kuno
Junya Kuno (久野 純弥 Kuno Junya?), född 16 augusti 1988 i Shizuoka prefektur, är en japansk fotbollsspelare.
Kuno började sin karriär 2007 i Ventforet Kofu. 2010 flyttade han till Fukushima United FC. Efter Fukushima United FC spelade han för Honda FC. Han avslutade karriären 2017.